# Ярополк Мстиславич
Ярополк Мстиславич (бл. 1123/1128 — після 2 вересня 1149) —  князь Пороський, син Великого князя Київського Мстислава Великого від другого шлюбу з Любавою, донькою Новгородського Дмитра Завидича.

## Життєпис
У літописах є кілька згадок про князя датованих 1149 роком. Тоді Ярополк Мстиславич брав участь у боротьбі старшого брата Великого князя Київського Ізяслава Мстиславича проти Юрія Долгорукого, який намагався завоювати Київ. 
23 серпня 1149 року противники зійшлися в битві біля Переяславля. Перемогу здобули суздальці і половці Юрія Долгорукого. Ізяслав відступив спочатку до Києва, а потім до Луцька. Подальших відомостей про Ярополка немає, ймовірно він невдовзі помер. 
Відомості про сім'ю та дітей також відсутні. 